# اودا تالاوینامادیگ
اودا تالاوینامادیگ (به لاتین: Uda Talawinnamadige) یک منطقهٔ مسکونی در سری‌لانکا است که در استان مرکزی (سری‌لانکا) واقع شده‌است.